# 이오박테리아
이오박테리아(Eobacteria)는 토마스 캐빌리어-스미스가 제안한 세균 분류군의 하나이다. 이 분류군에 속하는 종들은 리포다당류(lipopolysaccharide)가 없다.
이상구균-서열균류(Deinococcus-Thermus)과 녹만균류(Chlorobacteria)를 포함하고 있다.